# Gubbängsdepån

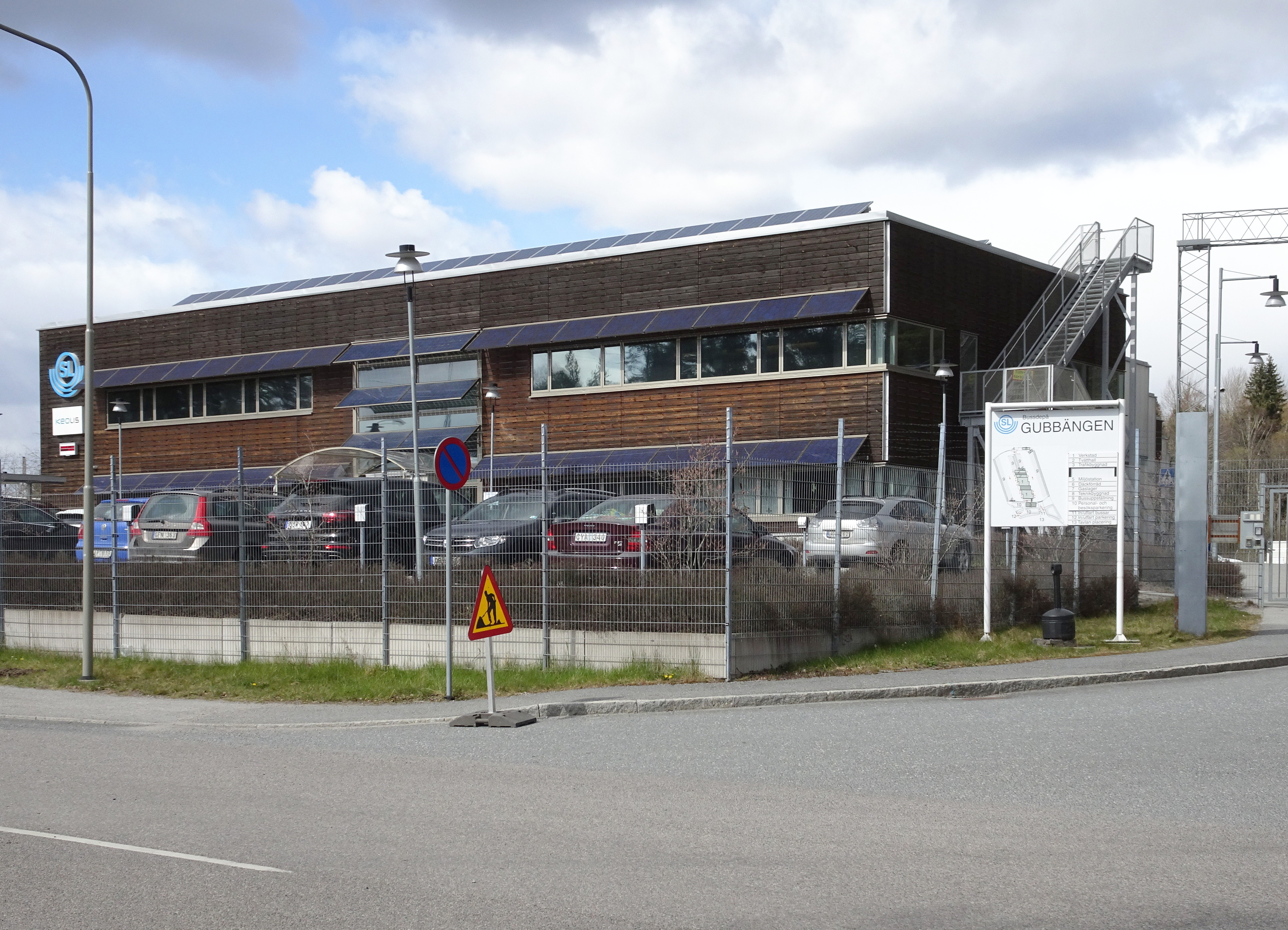
Kontorsbyggnaden, 2020.

Gubbängsdepån är en av Storstockholms Lokaltrafiks bussdepåer, belägen i stadsdelen Gubbängen i Söderort inom Stockholms kommun.

## Beskrivning
Depåområdet omfattar 10 000 m² och har plats för nära 100 bussar. Det finns också verkstadsplatser för reparation och underhåll samt busstvätt. Anläggningen togs i bruk 2011 och ritades av White Arkitekter och konstruerades av Ramböll.
Busstrafiken som utgår från Gubbängsdepån körs av Keolis Sverige på uppdrag av Storstockholms Lokaltrafik.

## Bilder

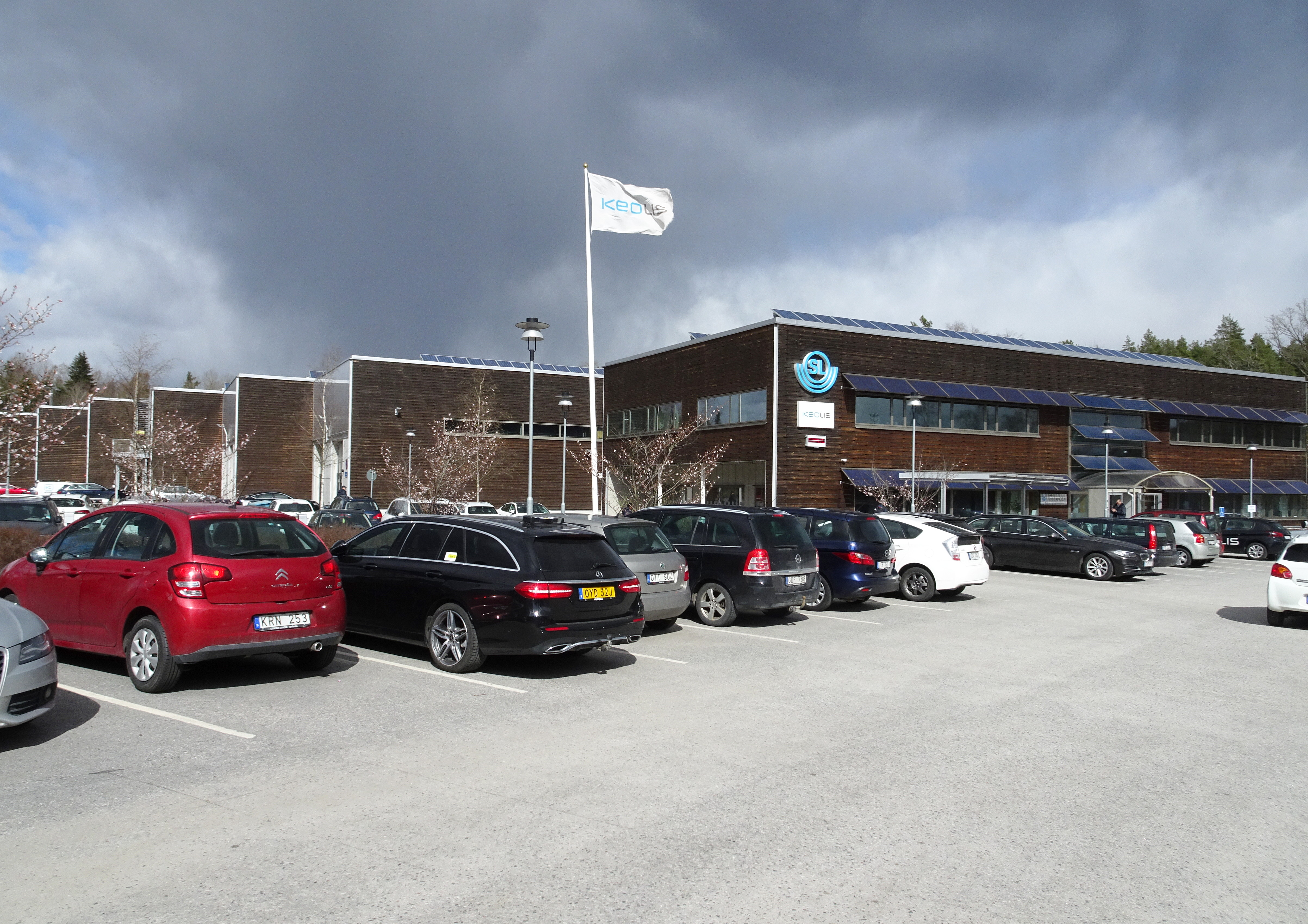
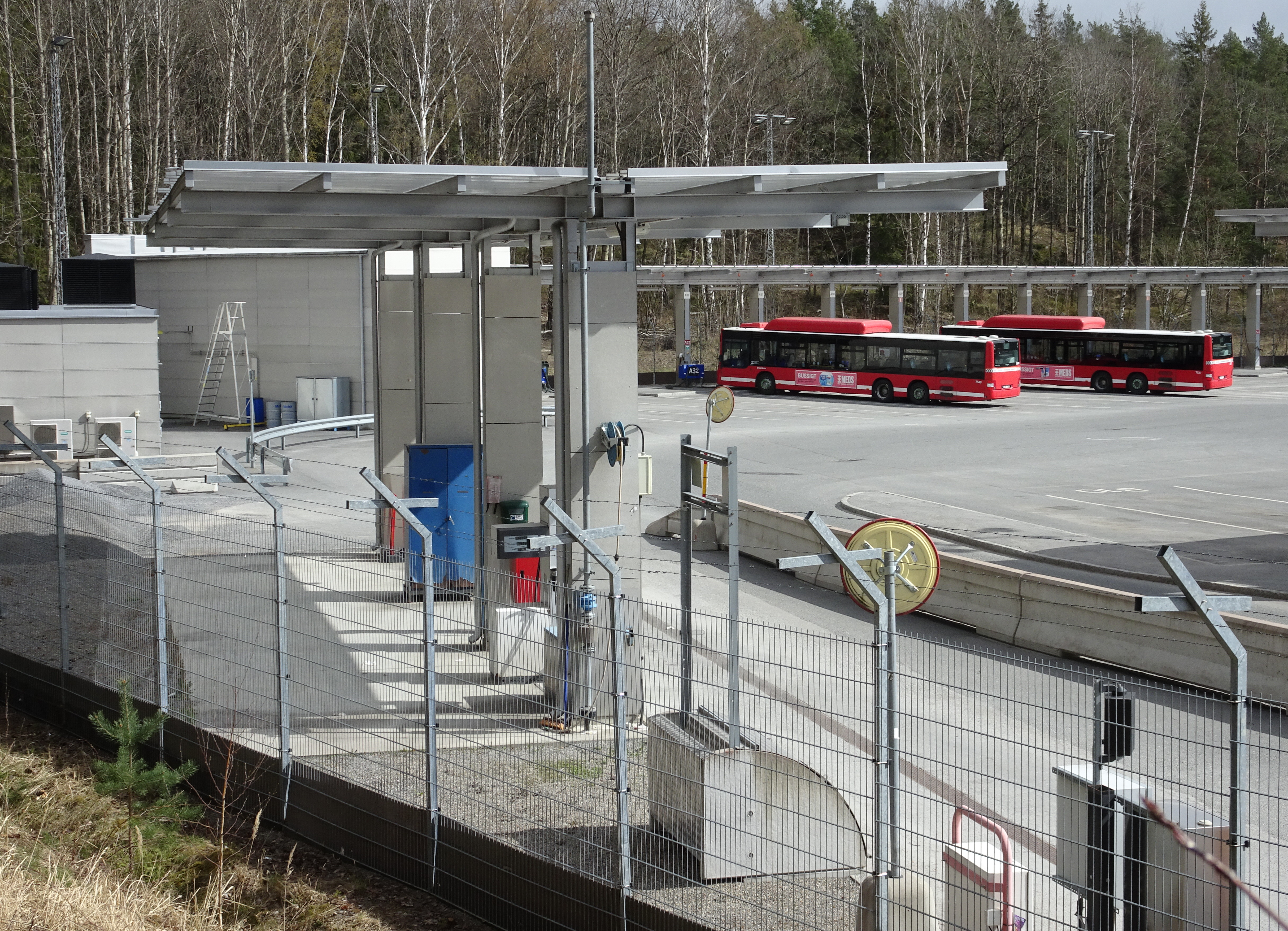
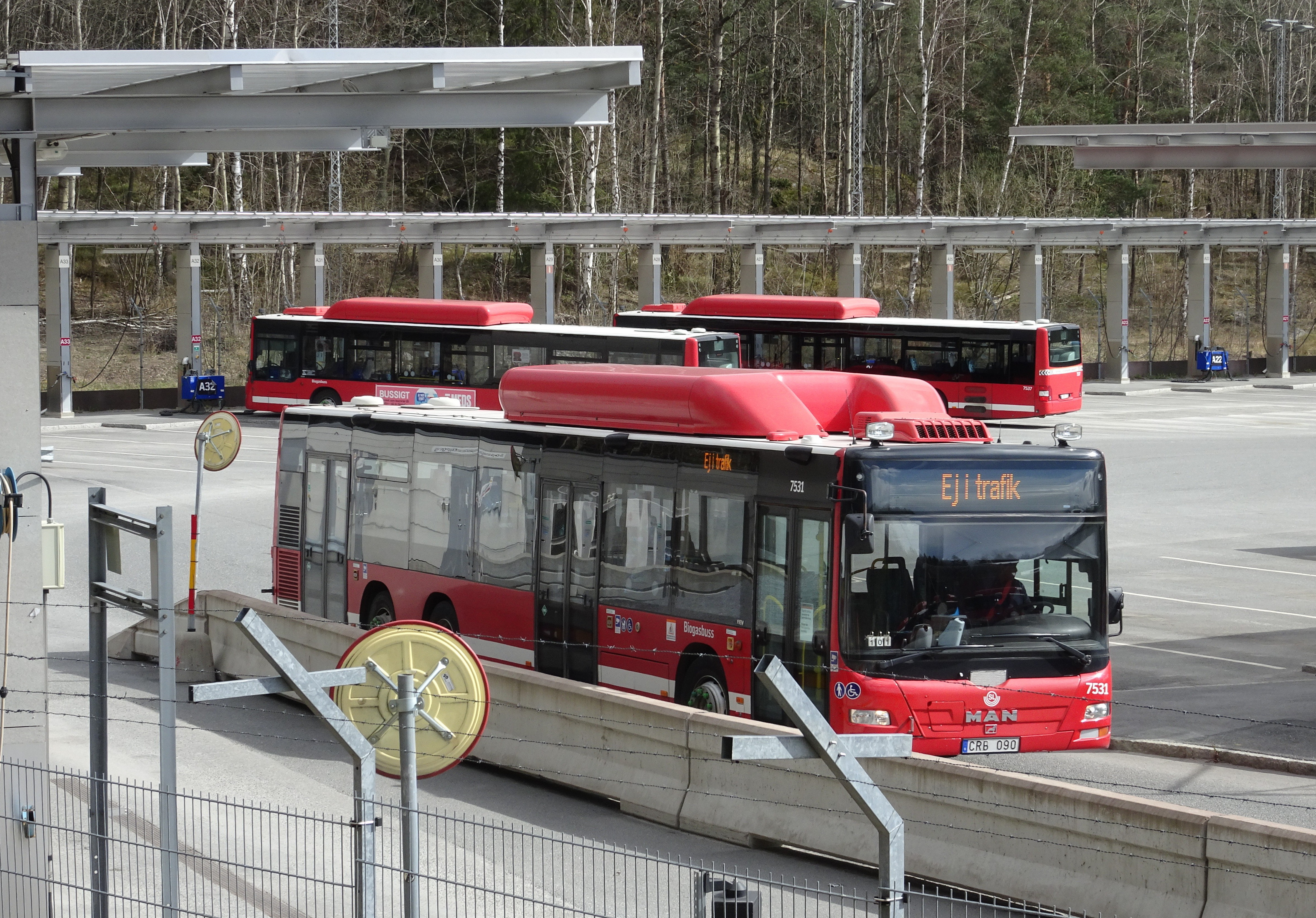
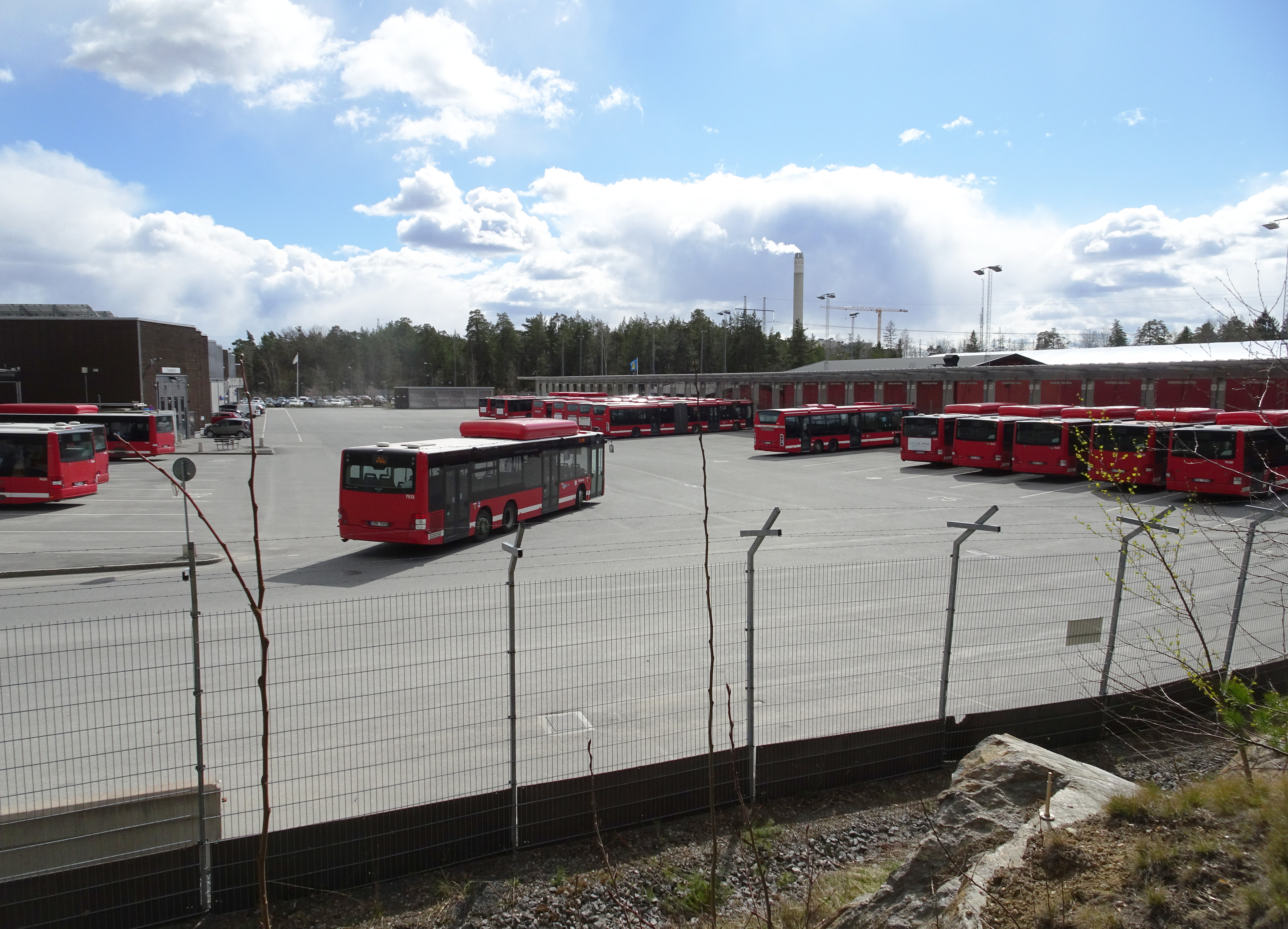